# Money Made
«Money Made» es una canción y el cuarto sencillo de la banda australiana de hard rock AC/DC de su decimoquinto álbum de estudio de Black Ice. 
La canción fue lanzada sólo a través de difusión radial en Australia en julio de 2009, y en el Reino Unido como un CD junto con la canción War Machine. 
Angus Young declaró que su inspiración para la canción fue la obsesión con el dinero en Estados Unidos: 

"En Estados Unidos el objetivo parece ser "¿Cómo sacar dinero de esto ¿Podemos mantener la escuela? ¿Existe un beneficio en ella? ¿Realmente necesitamos que en el nuevo hospital puedas no morir más rápido ¿Realmente tenemos que gastar dinero en medicina? ¿Qué edad tienes ahora? "A veces uno piensa, ¿Podemos todos respirar profundamente? Las bases tienen que estar en su lugar. Hace treinta años, nadie gastaba dinero en las escuelas. Los hospitales estaban hechos para atender a la gente, no para hacer dinero"

.
El bajista Cliff Williams ha declarado que Money Made es su canción favorita de Black Ice.

## Lista de canciones
Todas las letras escritas por Angus Young y Malcolm Young, toda la música compuesta por AC/DC. 
| Lanzamiento promocional |        |          |  |
| N.º                     | Título | Duración |  |

## Personal
- Brian Johnson – voz
- Angus Young – guitarra
- Malcolm Young – guitarra rítmica
- Phil Rudd – batería
- Cliff Williams – bajo